# Bovijoppa monitor
Bovijoppa monitor là một loài tò vò trong họ Ichneumonidae.